# Виды страхования
Видом страхования называют страхование конкретных однородных объектов в определённом объёме страховой ответственности по соответствующим тарифным ставкам. Страховые отношения между страховщиком и страхователем осуществляются по видам страхования. Первая классификация видов страхования после 1988 года была установлена в утверждённых Росстрахнадзором «Условиях лицензирования страховой деятельности на территории Российской Федерации» в 1994 году.
Вид страхования является первичным звеном классификации страховой деятельности. Исторически страхование началось с видов и затем разрасталось до уровня отраслей. Никто не страхует свой интерес на уровне подотрасли и тем более отрасли. Таким образом, вид страхования — это инструмент страхового хозяйственного механизма. Критерием классификации страхования по видам является объект страхования и перечень страхуемых рисков.
Выделяют следующие виды страхования.

## Страхование имущества
Юридические и физические лица могут заключать договоры страхования на объекты, в отношении которых они имеют имущественный интерес: здания, сооружения, передаточные устройства, силовые рабочие и другие машины, оборудование, транспортные средства, ловецкие и другие суда, орудия лова, объекты незавершенного производства и капитального строительства, инвентарь, готовая продукция, товары, сырье, материалы, интеллектуальную собственность, например, программное обеспечение, и другое имущество.

### Жилищное страхование
1. риск уничтожения или повреждения имущества (включая ипотечное страхование) в результате таких событий, как залив, пожар, противоправные действия третьих лиц, стихийное бедствие, кражи имущества, в том числе бытовой техники. Как показывает статистика, наиболее частыми причинами наступления страхового случая являются затопления или проникновение воды из соседних помещений;
2. риск гражданской ответственности перед третьими лицами за причинение вреда жизни и здоровью и ущерба их имуществу;
3. риск утраты права собственности (титульное страхование);
4. риск возникновения непредвиденных расходов на аренду жилья в результате уничтожения (повреждения) имущества;
5. финансовые риски, связанные с квартирами, право собственности на которые ещё не оформлено, включая риск несения дополнительных расходов по договору долевого участия и риск неполучения права собственности на приобретаемую квартиру в строящемся доме по договору долевого участия.[6].

### Огневые риски и риски стихийных бедствий
Стандартные риски для данного вида страхования имущества следующие: убытки в случае гибели или повреждения имущества от пожара, удара молнии, взрыва, наводнения, землетрясения, просадки грунта, бури, урагана, ливня, града, обвала, оползня, действия подпочвенных вод, селя, необычных для данной местности сильных морозов и обильных снегопадов, прекращения подачи электроэнергии, вызванного стихийными бедствиями, аварий средств транспорта, отопительной, водопроводной, канализационной и других систем, проникновения воды из соседнего помещения, кражи со взломом, противоправных действий третьих лиц.

### Страхование перерыва в бизнесе
Страхование от ущерба, вызываемого остановкой производства вследствие наступления события, являющегося страховым по договору страхования имущества. Возмещаются убытки Страхователя от перерыва в деятельности, складывающиеся из прибыли, недополученной в результате сокращения оборотов производства продукции, работ, услуг и расходов на продолжение застрахованной хозяйственной деятельности.

### Страхование строительно-монтажных рисков
Страхование строительных и монтажных работ, включая все используемые для этого материалы, оборудование строительной площадки и строительное оборудование, строительные машины, расходы по расчистке территории, вывоза мусора, вспомогательные сооружения (например, временные дамбы).

### Страхование транспортных средств
Страхование, которое призвано защищать имущественные интересы застрахованных, связанные с затратами на восстановление транспортного средства после аварии, поломки или покупку нового авто после угона или хищения.

### Страхование грузов
Страхование имущественных интересов грузовладельца. Предусматривает возмещение убытков, вызванных повреждением или утратой груза (товара), перевозимого различными видами транспорта.
Большое распространение во внешней торговле получили правила, которые именуются как "Оговорки А, В и С Института Лондонских Страховщиков по страхованию грузов (Institute Cargo Clauses «A», «B», «C»). Эти правила предусматривают 3 варианта страхования, обозначенные буквами «А», «В» и «С». Эти три варианта страховой защиты груза отличаются разной степенью ответственности страховщика за возможные риски.
Наиболее полную защиту обеспечивает страхование на условиях «С ответственностью за все риски», а также Оговорки «А» Института Лондонских Страховщиков Грузов. В соответствии с этим вариантом транспортного страхования грузов страховщик возмещает все убытки за исключением убытков, происшедших вследствие :
- всякого рода военных действий или мероприятий и их последствий, повреждения или уничтожения минами, торпедами, бомбами и другими орудиями войны, пиратских действий, а также вследствие гражданской войны, народных волнений и забастовок, конфискации, реквизиции, ареста или уничтожения грузов по требованию военных или гражданских властей;
- прямого или косвенного воздействия атомного взрыва, радиации или радиоактивного заражения, связанных с любым применением атомной энергии и использованием расщепляемых материалов;
- умысла или грубой небрежности Страхователя или выгодоприобретателя, или их представителей, а также вследствие нарушения кем-либо из них установленных правил перевозки, пересылки и хранения грузов;
- влияния температуры, трюмного воздуха или особых свойств и естественных качеств груза, включая усушку;
- несоответствующей упаковки или укупорки грузов и отправления грузов в поврежденном состоянии;
- огня или взрыва вследствие погрузки с ведома Страхователя или выгодоприобретателя, или их представителей, но без ведома Страховщика, веществ и предметов, опасных в отношении взрыва или самовозгорания;
- недостачи груза при целости наружной упаковки;
- повреждения груза червями, грызунами и насекомыми;
- замедления в доставке груза и падения цен; не возмещаются также всякие другие косвенные убытки Страхователя, кроме тех случаев, когда по условиям страхования такие убытки подлежат возмещению в порядке общей аварии.

При страховании на двух других условиях «С ответственностью за частную аварию» и «Без ответственности за повреждение, кроме случаев крушения» (Оговорки «В» и «С» Института Лондонских Страховщиков Грузов) страховщик несет ответственность за следующие риски:
1. Огонь, молния, буря, вихрь и другие стихийные бедствия, крушение или столкновение судов, самолетов и других перевозочных средств между собой, или удара их о неподвижные или плавучие предметы, посадка судна на мель, провал мостов, взрыв, повреждение судна льдом, подмочка забортной водой;
2. Пропажа судна или самолета без вести;
3. Несчастные случаи при погрузке, укладке, выгрузке груза и приеме судном топлива;
4. Общая авария;
5. Все необходимые и целесообразные произведенные расходы по спасанию груза, а также по уменьшению убытка и по установлению его размера, если убыток возмещается по условиям страхования.

Особенностью страхования на условиях «Без ответственности за повреждение, кроме случаев крушения» (оговорка С) является то, что, несмотря на идентичность рисков, предусмотренных условиями «С ответственностью за частную аварию», в этом случае возмещаются убытки только от полной гибели всего или части груза, а убытки от повреждения груза возмещаются лишь в случаях : крушения или столкновения, пожара или взрыва на судне, самолёте или другом перевозочном средстве.
Специфическим при страховании грузов является страхование (при всех трех условиях) убытков, расходов и взносов от общей аварии (англ.- general average). Общей аварией признаются убытки, понесенные вследствие намеренно и разумно произведенных чрезвычайных расходов или пожертвований ради общей безопасности, в целях сохранения от общей опасности имущества, участвующего в общем морском предприятии, — судна, фрахта и перевозимого судном груза. Например, экипаж судна при возникновении пожара на борту может в целях спасания судна и груза выбросить часть груза за борт или залить его водой. В этом случае ущерб и расходы от общей аварии раскладываются на владельцев грузов, судна и фрахта пропорционально их стоимости. Производится расчёт убытков, т. н. диспаша (average adjustment). У всех участников общей аварии: владельцев грузов и др. возникает либо обязанность возместить ущерб и расходы от общей аварии, либо право требовать возмещения ущерба. Причем эти права и обязанности возникают согласно Кодексу торгового мореплавания независимо от того застрахован груз или нет. Страхование в этом случае позволяет оперативно урегулировать претензии по возможному ущербу от общей аварии.

## Страхование ответственности
При страховании ответственности объектом страхования являются имущественные интересы, связанные с возмещением страхователем (застрахованным лицом) причиненного им вреда жизни, здоровью или имуществу третьих лиц.

### Страхование общей гражданской ответственности перед третьими лицами
Объектом страхования общей гражданской ответственности перед третьими лицами является ответственность Страхователя\Застрахованного за ущерб имуществу, жизни и здоровью третьих лиц.
Страхование ответственности-предоставление страховой защиты на случай предъявления страхователю третьими лицами требований, заявленных согласно с нормами действующего законодательства относительно возмещения имущественного вреда .

### Страхование ответственности товаропроизводителя, производителя услуг
Объектом страхования гражданской ответственности производителя товара\услуги является его ответственность за возможный ущерб личности или имуществу, который возник в результате использования произведённого им товара\услуги.
В последние годы мы наблюдаем увеличение числа исков потребителей, пострадавших вследствие дефектов той или иной продукции, к производителям и продавцам. Практика показывает, что в большинстве случаев суд выносит решение в пользу потребителя. Это значит, что компания-ответчик вынуждена компенсировать причиненный ущерб, а также судебные издержки. Но кроме финансовых потерь подобные иски угрожают ещё и репутации компании и её торговых марок.
Избежать скандалов, судебных разбирательств и непредвиденных расходов возможно, если заранее застраховать ответственность за качество товаров, работ и услуг.
Страховые случаи:
- факт признания обоснованным предъявленного страхователю требования о возмещении вреда, причиненного жизни, здоровью или имуществу (в том числе окружающей среде) потерпевших;
- факт понесения страхователем (ответственным лицом) судебных расходов в связи с причинением вреда жизни, здоровью, имуществу (в том числе окружающей среде) потерпевших, вследствие недостатков товара (результата работы, услуги) либо недостоверной или недостаточной информации о товаре (работе, услуге), повлекшим за собой предъявление страхователю (ответственному лицу) обоснованных требований о его возмещении;
- факт понесения страхователем (ответственным лицом) расходов на отзыв товара в связи с причинением потребителям убытков в связи с отзывом изготовленного/реализованного товара вследствие выявления в нём недостатков, которые повлекли причинение вреда или вызвали угрозу причинения вреда жизни, здоровью, имуществу (в том числе окружающей среде) потребителей.

Страховые риски:
- конструктивные, рецептурные или иные недостатки изготовленного/реализованного страхователем (ответственным лицом) товара (результата выполненной им работы, оказанной им услуги);
- недостоверная или недостаточная информация о товаре (работе, услуге), изготовленном/реализованном (выполненной, оказанной) страхователем (ответственным лицом).

Страховое возмещение включает:
- вред, причиненный уничтожением или повреждением имущества;
- вред жизни, здоровью;
- судебные расходы;
- разумные и обоснованные расходы по уменьшению убытков, подлежащих возмещению;
- по случаям отзыва товара подлежат возмещению следующие документально подтверждённые расходы:

- по информированию потребителей и официальному извещению общественности об обнаруженных недостатках товара;
- по обнаружению реализованного товара;
- по отзыву товара от потребителей.

Договор страхования заключается на срок от 1 месяца до одного года включительно.

### Страхование ответственности директоров и должностных лиц (D&O)
Объектом страхование ответственности директоров и должностных лиц является ответственность руководителей компании за возможный ущерб акционерам компании в результате ошибок, допущенных при управлении компанией.

### Страхование профессиональной ответственности
Объектом страхования профессиональной ответственности являются ошибочные действия профессионалов, в результате которых могут возникнуть события, которые приведут к ущербу.

### Страхование ответственности работодателя
Объектом страхования ответственности работодателя является ответственность за возможный ущерб имуществу, жизни и здоровью своих сотрудников.

### Страхование ответственности за нанесение вреда экологии
Объектом страхования ответственности за нанесение вреда экологии является ответственность за внезапный и непредвиденный ущерб окружающей среде, произошедший в результате действий Страхователя\Застрахованного.

### Страхование ответственности владельца автотранспортного средства
Страхование гражданской ответственности предполагает компенсацию ущерба стороне, пострадавшей в автотранспортном происшествии по вине страхователя\застрахованного. Страховщик оплачивает фактические расходы, вызванные страховым случаем, однако не больше страховой суммы, предусмотренной договором страхования.

### Страхование ответственности владельца автотранспортного средства при выезде за рубеж
Страхование гражданской ответственности владельца автотранспортного средства, выезжающего на своем автомобиле за рубеж.

## Личное страхование
К личному страхованию относят все виды страхования, связанные с вероятностными событиями в жизни отдельного человека. К отрасли личного страхования относят виды страхования, в которых объектом страхования являются имущественные интересы, связанные с жизнью, здоровьем, трудоспособностью и пенсионным обеспечением страхователя или застрахованного.

### Накопительное страхование жизни, пенсионное страхование
К страхованию жизни относят все виды страхования, где в качестве объекта страхования выступает жизнь человека. Но так как невозможно определить, сколько стоит жизнь человека, страховые организации ориентируются на доход клиента. Объектом защиты выступает не столько жизнь, сколько доход человека. В среднем сумма страховой защиты колеблется от 3 до 10 годовых доходов клиента.
Договоры страхования жизни заключаются на срок не менее одного года. Различают рисковое и накопительное страхование жизни. В рисковом (классическом) страховании деньги клиента идут на покрытие риска и по окончании срока страхования не возвращаются.
В страховании жизни с накоплением может сочетаться сберегательная и рисковая функции. Например, таким видом страхования является смешанное страхование на случай смерти и дожитие. Такое страхование представляет собой совмещение инвестиционного фонда и рискового страхования. Часть денег клиента идет на покрытие страховых рисков, другая часть вкладывается в высоконадежные, но малодоходные сферы бизнеса и приносит инвестиционный процент. В случае дожития, по окончании срока страхования клиент получает вложенные деньги назад вместе с процентами. В некоторых компаниях выплаты по рискам не вычитаются из накопительной части.
В страхование жизни могут быть включены различные риски. Это страхование от несчастного случая, от инвалидности, от частичной потери трудоспособности, от критического заболевания (онкология, и проч.). Таким образом, страховая ответственность по страхованию жизни предусматривает выплаты страховой суммы в следующих случаях: при дожитии застрахованным до окончания срока страхования; при потере здоровья; при наступлении смерти застрахованного.
Отдельно следует выделить пенсионное страхование. Это страхование жизни с накоплением, но окончание срока программы привязано к пенсионному возрасту человека (например в России женщины 50, 55 или 60 лет, мужчины 55, 60 или 65 лет). В некоторых компаниях договор может действовать до наступления 75-летия страхователя. Страховые выплаты в случае дожития застрахованного выплачиваются в виде пенсии до конца жизни человека (пожизненная рента), единовременно, либо рассчитывается на 5, 10, 15, 20 лет по усмотрению страхователя. Эта пенсия может иметь наследуемый период до 20 лет, то есть в случае смерти оставшуюся часть накопленной суммы получают выгодоприобретатели.

### Страхование от несчастного случая
Страхование от несчастных случаев предназначено для возмещения ущерба, вызванного потерей здоровья или смертью застрахованного. Может осуществляться в групповой (например, страхование работников предприятия) и индивидуальной формах, а также в формах добровольного и обязательного страхования (например, пассажиров, военнослужащих и других категорий граждан).

### Медицинское страхование
Медицинское страхование гарантирует гражданам при возникновении страхового случая получение медицинской помощи за счёт накопленных средств и финансирование профилактических мероприятий. Медицинское страхование может выступать в форме обязательного и добровольного страхования.

### Страхование выезжающих за рубеж
Страхование выезжающих за рубеж обеспечивает страхователя защитой от ущерба своему имуществу, жизни и здоровью, при поездке за рубеж. Страховые риски могут включать: покрытие по пакету несчастного случая, медицинские расходы, в том числе стоматология, хирургия, медицинская эвакуация, компенсация похорон, репатриация останков, чрезвычайные гостиничные расходы, поездка/замена бизнес-коллеги в экстренном случае, экстренный вызов члена семьи, отмена либо прерывание поездки, залог для освобождения из тюрьмы, задержка и потеря багажа, задержка рейса, захват самолета, гражданская ответственность, нападение, похищение.

## Страхование финансовых и специфических рисков

### Страхование невыполнения финансовых обязательств
Страхование убытков, понесенных в результате невыполнения обязательств контрагентом.

### Титульное страхование
Потеря имущества вследствие потери прав собственности на основании вступившего в законную силу решения суда первой инстанции по искам третьих лиц.

### Страхование политических рисков
Страхование убытков, понесённых в результате действий представителей власти (не имеет особого распространения в странах СНГ).

## Официально утверждённая в РФ классификация видов страхования
В России существует официально утверждённая классификация видов страхования, которая, в частности, используется органами страхового надзора (ФССН, ФСФР, в настоящее время - ЦБ РФ) для сбора и обобщения статистических данных по рынку страхования,.
По мере развития страхового рынка перечень видов в классификации расширяется и уточняется. Например, со 2 квартала 2012 года в ней появился такой вид как страхование ОПО.
Классификация представляет собой иерархически организованный (древовидный) перечень типов и видов страхования, при котором каждый вид относится к некоторой группе видов (сводному виду). Сводный вид может исчерпываться списком входящих в него видов, а может не исчерпываться (последнее более типично).
Названия видов приведены в официальном виде (так, как они называются в приказе Минфина РФ и в сводных таблицах с данными ФССН/ФСФР/ЦБ РФ), за ними в треугольных скобках дается общеупотребительное название.
Добровольное страхование
- страхование жизни
  - на случай смерти, дожития до определенного возраста или срока либо наступления иного события
  - с условием периодических страховых выплат (ренты, аннуитетов) и (или) с участием страхователя в инвестиционном доходе страховщика
  - пенсионное страхование
- страхование иное, чем страхование жизни
  - личное страхование (кроме страхования жизни)
    - страхование от несчастных случаев и болезней
    - медицинское страхование <ДМС>

  - имущественное страхование
    - страхование имущества
      - наземного транспорта, кроме средств железнодорожного транспорта <каско>
      - железнодорожного транспорта
      - воздушного транспорта
      - водного транспорт
      - грузов
      - сельскохозяйственное страхование
        - страхование, осуществляемое с государственной поддержкой

      - прочего имущества юридических лиц
      - прочего имущества граждан

    - страхование гражданской ответственности
      - владельцев автотранспортных средств
        - страхование, осуществляемое в рамках международных систем страхования <Зелёная карта>

      - железнодорожного транспорта
      - водного транспорта
      - гражданской ответственности организаций, эксплуатирующих опасные объекты
      - за причинение вреда вследствие недостатков товаров, работ, услуг <Страхование ответственности товаропроизводителей>
      - за причинение вреда третьим лицам
      - гражданской ответственности за неисполнение или ненадлежащее исполнение обязательств по договору

Обязательное страхование (кроме обязательного медицинского страхования)
- личное страхование
  - пассажиров (туристов, экскурсантов)
  - жизни и здоровья пациента, участвующего в клинических исследованиях лекарственного препарата для медицинского применения
  - работников налоговых органов
  - жизни и здоровья военнослужащих и приравненных к ним в обязательном государственном страховании лиц
- страхование гражданской ответственности
  - владельцев транспортных средств <ОСАГО>
  - перевозчика перед пассажиром воздушного судна
  - владельца опасного объекта за причинение вреда в результате аварии на опасном объекте <Страхование ОПО>
- Иные виды обязательного страхования